# Osia Góra
Osia Góra – przysiółek wsi Lipnica, w sołectwie Nowy Dzikowiec położony w województwie podkarpackim, w powiecie kolbuszowskim, w gminie Dzikowiec przy drodze wojewódzkiej nr 875. Osia Góra leży na terenie obrębu ewidencyjnego wsi Lipnica.
W latach 1975–1998 należała administracyjnie do województwa rzeszowskiego.
Wierni Kościoła rzymskokatolickiego z Osiej Góry należą do parafii Matki Bożej Pocieszenia w Lipnicy, należącej do dekanatu Raniżów, w diecezji sandomierskiej.
Nowy Dzikowiec i Osia Góra tworzą jedno sołectwo, czyli jednostkę pomocnicza Gminy Dzikowiec.